# Via Cornélia

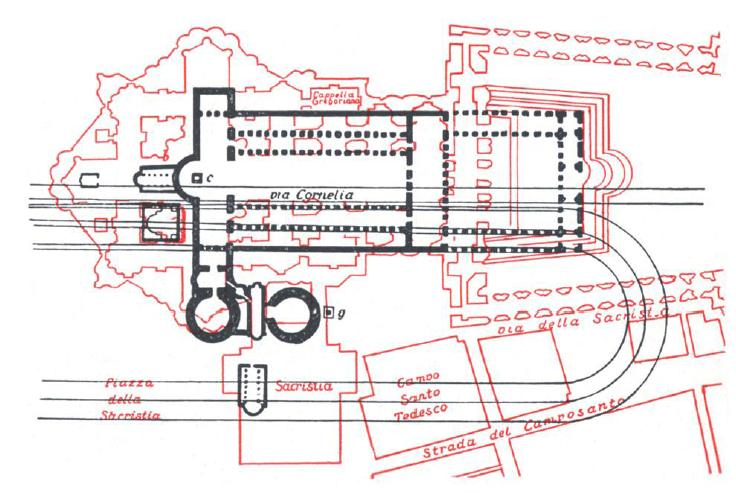
Plano que antigamente era aceito da topografia antiga do Vaticano. Atualmente, sabe-se que tanto a localização da Via Cornélia quanto do Circo de Nero estão incorretas.

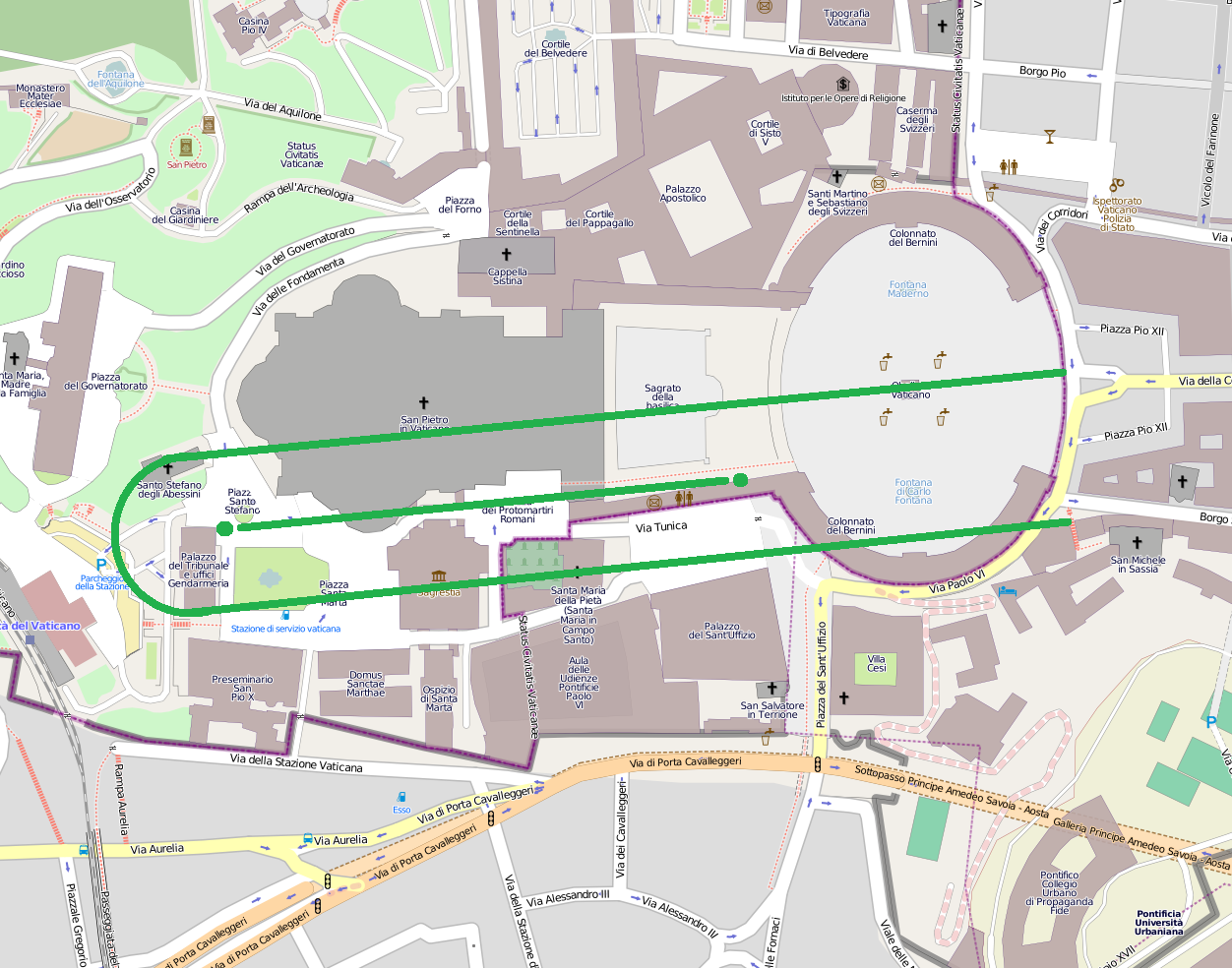
Posição atualmente aceita para o Circo de Nero.

Via Cornélia (em latim: Via Cornelia) é uma antiga estrada romana que supostamente seguia num sentido leste-oeste ao longo da parede norte do Circo de Nero num local onde hoje está a parede sul da Basílica de São Pedro. Sua localização está intimamente associada à Via Aurélia e à Via Triunfal (Via Triumphalis).

## História
Alguns arqueólogos acreditam que a Via Cornélia nunca existiu e que o nome seria uma corrupção do nome da Via Aurélia. Esta conjectura resulta do fato de que a Via Cornélia só foi mencionada em itinerários e testemunhos dos séculos VII e VIII, uma época na qual a população de Roma havia caído de aproximadamente 1,5 milhão de pessoas para cerca de 60 000 e a população, empobrecida e ignorante, mal conseguia falar o latim direito. Estes romanos também não tinham ideia da topografia do período imperial. Porém, documentos indubitavelmente autênticos do século IV afirmam que São Pedro teria sido enterrado ao longo da Via Triunfal.
Uma escavação em 1924 na antiga Antioquia na Pisídia descobriu uma pedra inscrita datando de aproximadamente 93 d.C. que oferece uma forte evidência de que a Via Cornélia já existia antes da época do imperador Constantino I. A inscrição menciona um comandante da Legio VIII Augusta, liderada por Vespasiano e Tito, responsável pela supervisão da Via Aurélia e a Via Cornélia.

## Localização
Antigamente, acreditava-se, erroneamente, mas de forma geral, que a parede sul da Antiga Basílica de São Pedro havia sido construída sobre a parede norte do Circo de Nero e que uma rua corria para o norte do circo abaixo da basílica. Escavações no local e nas áreas vizinhas, porém, revelaram que esta hipótese não era inteiramente correta. Uma escavação em 1936 na Praça de São Pedro descobriu restos de uma rua que pode ser Via Cornélia pós-constantiniana. Um fragmento de uma rua pavimentada pré-constantiniana com o mesmo alinhamento também foi descoberta no canto sudoeste da basílica.
Acredita-se atualmente que a Via Cornélia vinha do leste e corria para o oeste, gradualmente se elevando perto da atual fonte mais meridional da Praça de São Pedro. Um pouco antes deste ponto, a Via Aurélia se bifurcava a partir dela e seguia para o sudoeste, ao passo que a Via Cornélia continuava para o oeste, passando ao sul da fachada da basílica em direção a Cere.
Acredita-se que a Via Triunfal vinha da Ponte de Nero até a Praça de São Pedro e depois virava par ao noroeste em direção à região comercial do Vaticano. A moderna Via della Conciliazione segue aproximadamente o mesmo trajeto que a Via Cornélia